# Potentiel postsynaptique inhibiteur
En neurosciences, un potentiel postsynaptique inhibiteur (PPSI) est une augmentation temporaire du potentiel de membrane postsynaptique provoqué par un flux d'ions chargés négativement entrant dans la cellule postsynaptique. Cela constitue l'opposé du potentiel postsynaptique excitateur, qui est généralement causé par un flux entrant d'ions positifs dans la cellule.